# XXX. Armeekorps
XXX. Armeekorps var en tysk armékår under andra världskriget. Kåren sattes upp den 23 januari 1943 i Norge.

## Jassy–Kishinev-offensiven (augusti 1944)

### Organisation
Armékårens organisation den 16 september 1944:
- 295. Infanterie-Division
- 702. Infanterie-Division

## Befälhavare
Kårens befälhavare:
- General der Artillerie Erwin Engelbrecht 23 januari 1943 - 25 december 1943
- General der Infanterie Ludwig Wolff  25 december 1943–10 augusti 1944
- General der Kavallerie Karl-Erik Köhler  10 augusti 1944–31 mars 1945
- Generalmajor Friedrich von Unger  31 mars 1945–5 april 1945

Stabschef: